# Хідден-пік
Хі́дден-пік (також Гашербрум І, раніше К5) — гора у масиві Гашербрум, хребта Балторо-Музтаг у гірській системі Каракорум на кордоні Китаю та Пакистану. Одинадцята за висотою вершина світу. Перша назва К5 була дана, бо Хідден-пік була п'ятою дослідженою вершиною Каракоруму. Назву Хідден-пік дав британський дослідник Вільям Конвей у 1892 році через віддаленість гори.
Перше успішне сходження на вершину здійснили американські альпіністи Пітер Шенінг і Ендрю Кауфман.

## Історія сходжень
- 1934 — швейцарська експедиція під керівництвом Г. О. Діренфурта. Досягнута висота 6300 м.
- 1936 — учасники французької експедиції досягають висоти 6900 м.
- 1958 — перше успішне сходження американськими альпіністами.
- 1975 — Райнгольд Месснер і Петер Габелер піднімаються на вершину новим північно-західним маршрутом у альпійський спосіб.
- 1984 — Райнгольд Месснер повторно підкорює Хідден-пік, здійснивши траверс Хідден-пік — Гашербрум II (8035 м).
- 2012 — перше зимове сходження на Гашербрум I. 9 березня о 8:30 ранку за місцевим часом польські альпіністи Януш Голонб і Адам Белецький піднялися на вершину Хідден-Піка. Водночас австрієць Герфрід Гьошль, швейцарець Седрік Хахлен та пакистанець Нісар Хуссейн сходили на гору заввишки 8068 м небезпечним маршрутом, який досі ще нікому не підкорився. Востаннє альпіністи виходили в радіоефір 9 березня 2012 р., коли до вершини гори їм залишалося 400 метрів. Згодом погодні умови ускладнилися, і зв'язок із ними зник. Після тривалих пошуків влада Пакистану відкликала рятувальні загони, визнавши, що сміливці, швидше за все, загинули.